# Loteshwar
Loteshwar es un pueblo y un yacimiento arqueológico perteneciente a la civilización del Valle del Indo situado en el distrito de Patan, Gujarat, India. Este sitio es conocido localmente también como Khari-no-timbo y se encuentra en una alta duna de arena en la orilla izquierda del río Khari, un afluente del río Rupen.

## Arqueología

### Sitio antiguo
Loteshwar es reconocido como un sitio antiguo ocupado desde el sexto milenio a. C. por una comunidad de cazadores-recolectores y en el cuarto milenio a. C. se criaban animales domésticos como ovejas y cabras.

### Excavaciones
El Departamento de Arqueología e Historia Antigua de la Universidad M.S. de Baroda llevó a cabo una excavación en Loteshwar entre 1990 y 1991. La excavación reveló dos periodos culturales diferentes: el periodo I, perteneciente a la cultura monolítica, y el periodo II, perteneciente a una cultura afín a la cultura Harappa.

#### Periodo I
El Periodo I, con un yacimiento de 60 cm en una duna de arena, arrojó un gran número de herramientas microlíticas, paletas planas de arenisca, piedras de moler y martillos de piedras. Las herramientas estaban hechas de sílex, jaspe, ágata y cuarzo. También se encontraron dos enterramientos.

#### Periodo II
El periodo II estaba representado por depósitos de 80 cm, pero los depósitos relacionados con la vivienda tenían un grosor de entre 20 y 25 cm. 5 m a 2 m de profundidad) que estaban invariablemente llenas de tierra ceniza, tiestos, huesos de animales y otros materiales insignificantes, y el significado de este gran número de fosas no se entiende del todo.
En la colección de cerámica de este yacimiento predominaba la cerámica roja áspera y la cerámica roja, que eran análogas en forma y estilo a la cerámica similar encontrada en Nagwada y a la cerámica roja gruesa y policromada encontrada en Surkotada. La cerámica roja solía estar bien cocida y hecha de arcilla fina.

#### Artefactos
Cuencos y potes con tonos negros y rojos sobre fondo blanco/crema, c cerámica roja burda y cerámica gris con diseños incisos, trozos de terracota de tipo pellizcado, trozos de tipo mushtika, micro cuentas de esteatita, cuentas de ágata, cuentas de cornalina, cuentas de amazonita, etc. Entre los objetos de terracota encontrados en este yacimiento figuraban una figurilla, brazaletes, trozos de arcilla con impresiones de juncos, etc. Terracotta objects found at this site included a figurine, bangles, clay lumps with impressions of reed etc.

### Cultura
La cerámica encontrada en Loteshwar, distinta de la cerámica de Amri-Nal, está asociada a la tradición Anarta. Es de naturaleza diferente a la del periodo Harapa antguo y sugiere una actividad alfarera anterior en esta zona. La técnica de producción de hojas de metal con cresta está ausente en Loteshwar. Loteshwar muestra una secuencia cultural doble (Mesolítico y Calcolítico). El yacimiento tiene un depósito calcolítico muy escaso que muestra unos 2000 años de ocupación que podría ser estacional. Tiene varios pozos de diámetro variable, pero no hay otras estructuras. Después del largo tiempo de ocupación calcolítica, se introdujeron aquí ovejas y cabras.

### Otros hallazgos
Otros hallazgos de Loteshwar incluyen una gran cantidad de restos funerarios en forma de restos óseos de animales terrestres como ovejas, cabras y ganado, y peces, así como tortugas.

## Lugares de interés
Hay un templo de Loteshvar Mahadev con un embalse, Loteshwar Kund, delante, llamado pretgaya. En Phagun vad Amavasya (marzo-abril) se celebra aquí una feria anual a la que acuden unos miles de peregrinos. Se cree que un baño en el estanque y ciertas ceremonias religiosas atraen a los espíritus malignos y, al mismo tiempo, les dan la libertad, el mukti y la absorción en el Brahma eterno.